# Borovo (huyện)
Borovo là một huyện thuộc tỉnh Ruse, Bungaria. Dân số thời điểm năm 2001 là 7905 người.